# Бурато (Торино)
Бурато је насеље у Италији у округу Торино, региону Пијемонт.
Према процени из 2011. у насељу је живело 117 становника. Насеље се налази на надморској висини од 345 м.